# 장봉문
장봉문(영어: Jang Bong-mun, 1954년 8월 25일~)은 조선민주주의인민공화국의 은퇴한 권투선수이다. 1980년 하계 올림픽 남자 복싱 미들급에 출전했다.